# 马西托雷洛
马西托雷洛（義大利語：Masi Torello），是意大利费拉拉省的一个市镇。总面积22平方公里，人口2402人，人口密度109.2人/平方公里（2009年）。ISTAT代码为038012。